# Bearskin Airlines
Bearskin Airlines (nombre legal: Bearskin Lake Air Service LP) es una aerolínea regional canadiense con sede en Thunder Bay, Ontario. Es una división de Perimeter Aviation y opera servicios en el norte de Ontario y Manitoba. Su base principal se encuentra en el Aeropuerto Internacional de Thunder Bay, con un centro de operaciones en el Aeropuerto de Greater Sudbury.

## Historia

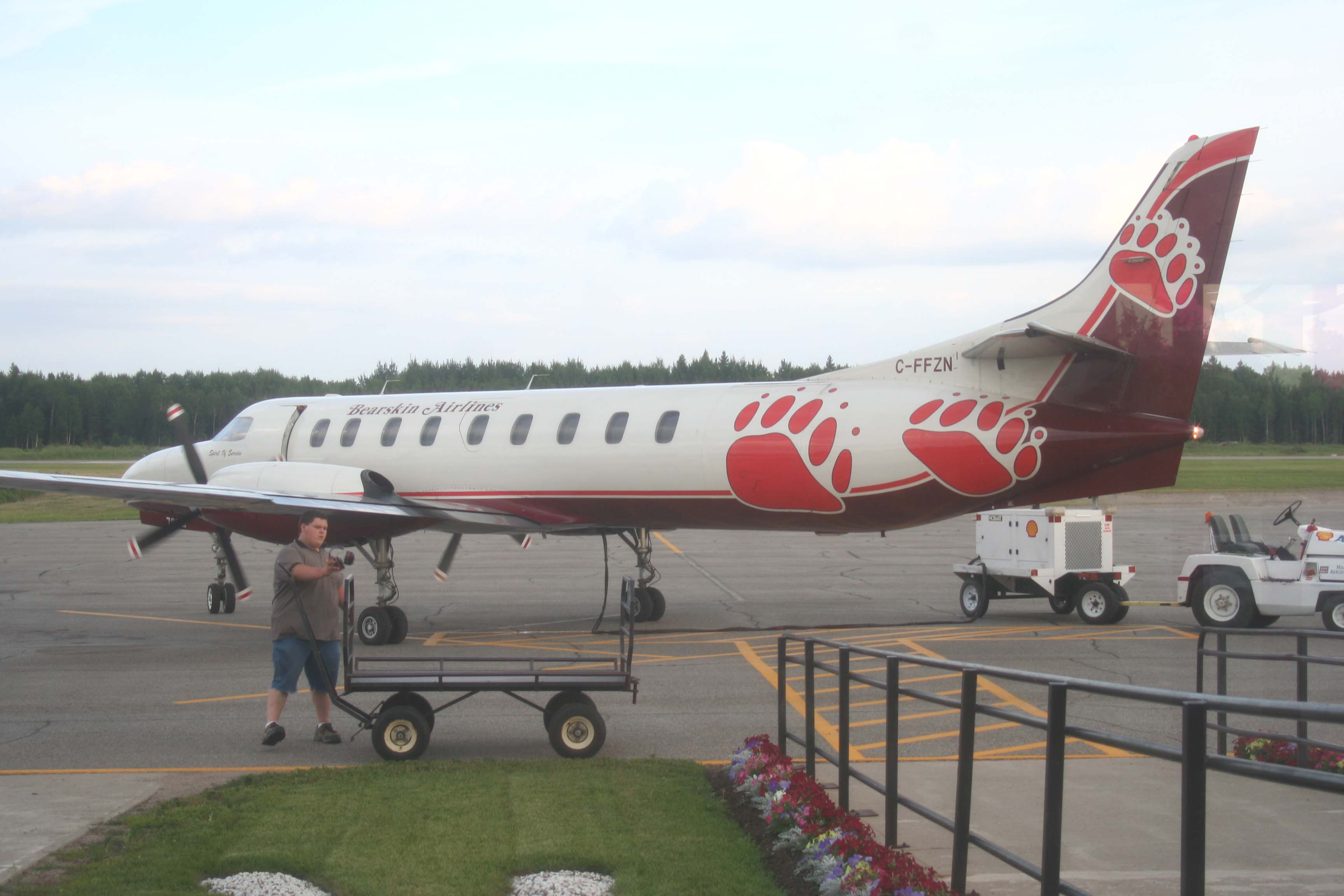
Metroliner de Bearskin Airlines

La aerolínea fue fundada en 1963 por el piloto Otto John Hegland y comenzó a operar en julio de ese año desde su base en Big Trout Lake, hogar de la Primera Nación Kitchenuhmaykoosib Inninuwug. Sin embargo, la aerolínea recibió su nombre de Bearskin Lake, hogar de la Primera Nación Bearskin Lake, donde Hegland tenía una tienda general. Inicialmente, ofrecía únicamente servicios chárter a las reservas remotas de las Primeras Naciones en el norte de Ontario, utilizando avionetas con flotadores en verano y esquís en invierno. 
En 1977, inició sus primeros vuelos regulares programados entre Big Trout Lake y Sioux Lookout.
Con el tiempo, se añadieron progresivamente otras rutas regulares, comenzando con Thunder Bay y seguido por Kenora y Winnipeg. Este periodo coincidió con la construcción de nuevos aeródromos por parte del Gobierno de Ontario, los cuales facilitaron el acceso a las comunidades del norte durante todo el año. A finales de la década de 1970 y principios de la de 1980, Bearskin realizó la transición de aviones diseñados para operaciones en áreas remotas a aeronaves de cercanías con ruedas.
En 1988, la aerolínea firmó un acuerdo comercial con Air Ontario y se integró al programa de beneficios Aeroplan en el otoño de ese mismo año.
En la década de 1990, Bearskin operó entre Thunder Bay y el área de Minneapolis-Saint Paul durante casi tres años. Tras la quiebra de NorOntair en 1996, Bearskin asumió más de dos tercios de las rutas de esa aerolínea, añadiendo así un servicio programado a todas las principales ciudades del norte de Ontario, incluyendo Marathon, Timmins y Wawa. Tres años más tarde, amplió sus operaciones a destinos en el norte de Manitoba.
En septiembre de 2001, Bearskin inauguró su ruta entre Toronto-Buttonville y Ottawa con siete viajes de ida y vuelta diarios entre semana y tres viajes de ida y vuelta diarios los fines de semana. A ésta le siguió la ruta Toronto-Buttonville y Sudbury con tres viajes de ida y vuelta diarios en abril de 2003. En julio de 2003, vendió sus rutas y activos que prestaban servicio a las comunidades de las Primeras Naciones del norte a Wasaya Airways por 18 millones de dólares. Esto marcó un cambio con respecto a su experiencia como aerolínea de campo para centrarse en convertirse en una aerolínea regional. Retiró su servicio entre Toronto-Buttonville y Ottawa en agosto de 2004 debido a la competencia de las principales aerolíneas. Sudbury recibió una importante mejora de conectividad en abril de 2006. Bearskin inauguró una nueva ruta entre Ottawa y Waterloo en octubre de 2007.
Era propiedad de Harvey Friesen (presidente), Cliff Friesen (vicepresidente ejecutivo), Karl Friesen (vicepresidente de operaciones), Rick Baratta (vicepresidente de finanzas) y Brad Martin (director de operaciones). En 2010, fue vendida a Exchange Income Corporation (EIC) por 32 millones de dólares. EIC también es propietaria de Calm Air, Perimeter Aviation, PAL Airlines, Keewatin Air ra propiedad de Harvey Friesen (presidente), Cliff Friesen (vicepresidente ejecutivo), Karl Friesen (vicepresidente de operaciones), Rick Baratta (vicepresidente de finanzas) y Brad Martin (director de operaciones). En 2010, fue vendida a Exchange Income Corporation (EIC) por 32 millones de dólares.
Bearskin es un importante proveedor de vuelos para Hope Air, una organización benéfica que coordina vuelos médicos gratuitos para personas con necesidades económicas, especialmente aquellas provenientes de comunidades remotas.

## Destinos

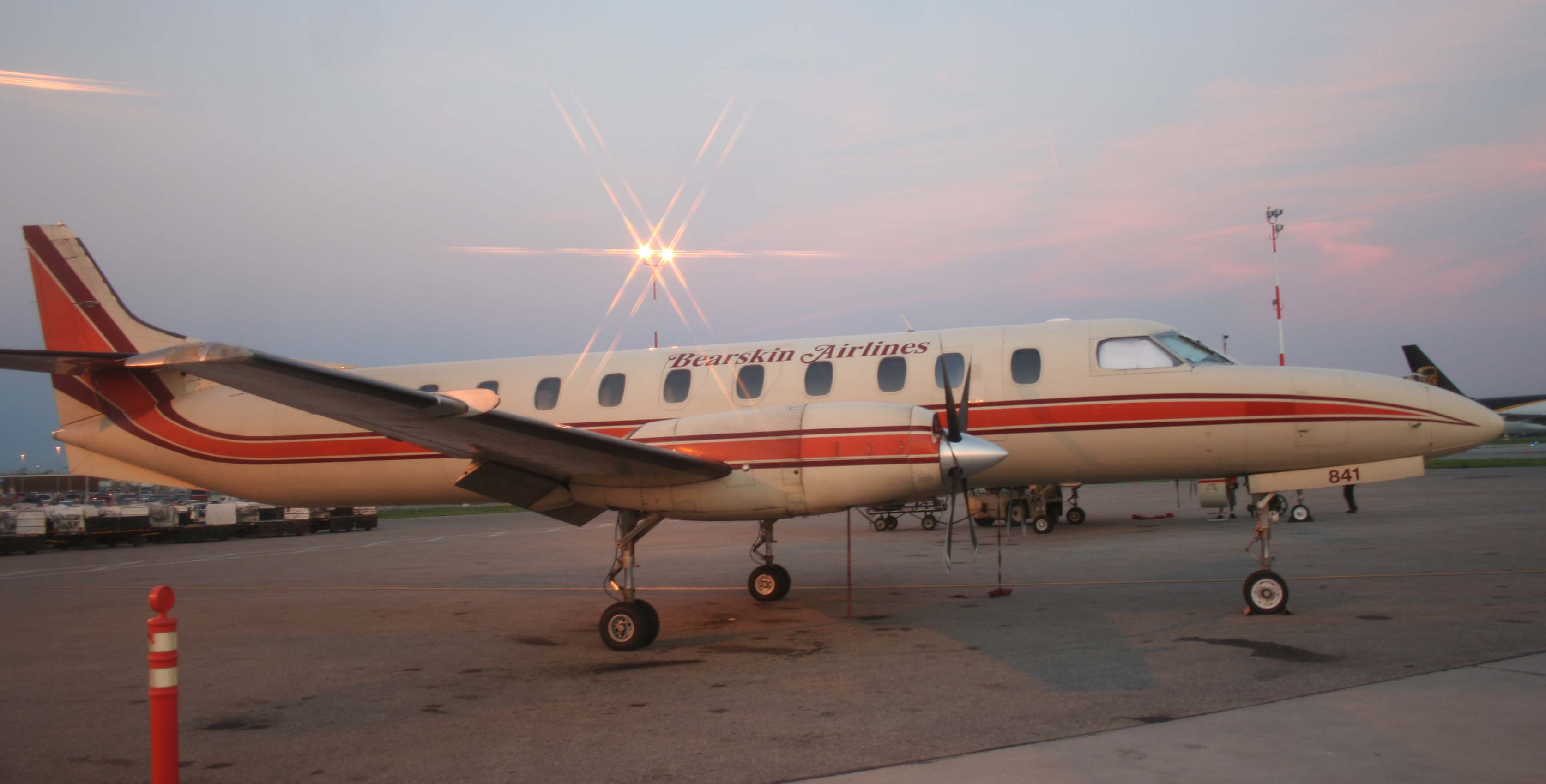
El Metroliner de Bearskin al anochecer

Bearskin Airlines opera servicios a los siguientes destinos nacionales programados de Canadá:
| Provincia | Ciudad           | IATA | OACI | Aeropuerto                                          | Notas |
| --------- | ---------------- | ---- | ---- | --------------------------------------------------- | ----- |
| Ontario   | Dryden           | YHD  | CYHD | Aeropuerto Regional de Dryden                       |       |
| Ontario   | Fort Frances     | YAG  | CYAG | Aeropuerto Municipal de Fort Frances                |       |
| Ontario   | Kenora           | YQK  | CYQK | Aeropuerto de Kenora                                |       |
| Ontario   | North Bay        | YYB  | CYYB | Aeropuerto de North Bay/Jack Garland                |       |
| Ontario   | Red Lake         | YRL  | CYRL | Aeropuerto de Red Lake                              |       |
| Ontario   | Sault Ste. Marie | YAM  | CYAM | Aeropuerto de Sault Ste. Marie                      |       |
| Ontario   | Sioux Lookout    | YXL  | CYXL | Aeropuerto de Sioux Lookout                         | Hub   |
| Ontario   | Sudbury          | YSB  | CYSB | Aeropuerto de Sudbury                               | Focus |
| Ontario   | Thunder Bay      | YQT  | CYQT | Aeropuerto Internacional de Thunder Bay             | Hub   |
| Manitoba  | Winnipeg         | YWG  | CYWG | Aeropuerto Internacional James Armstrong Richardson | Hub   |

## Flota

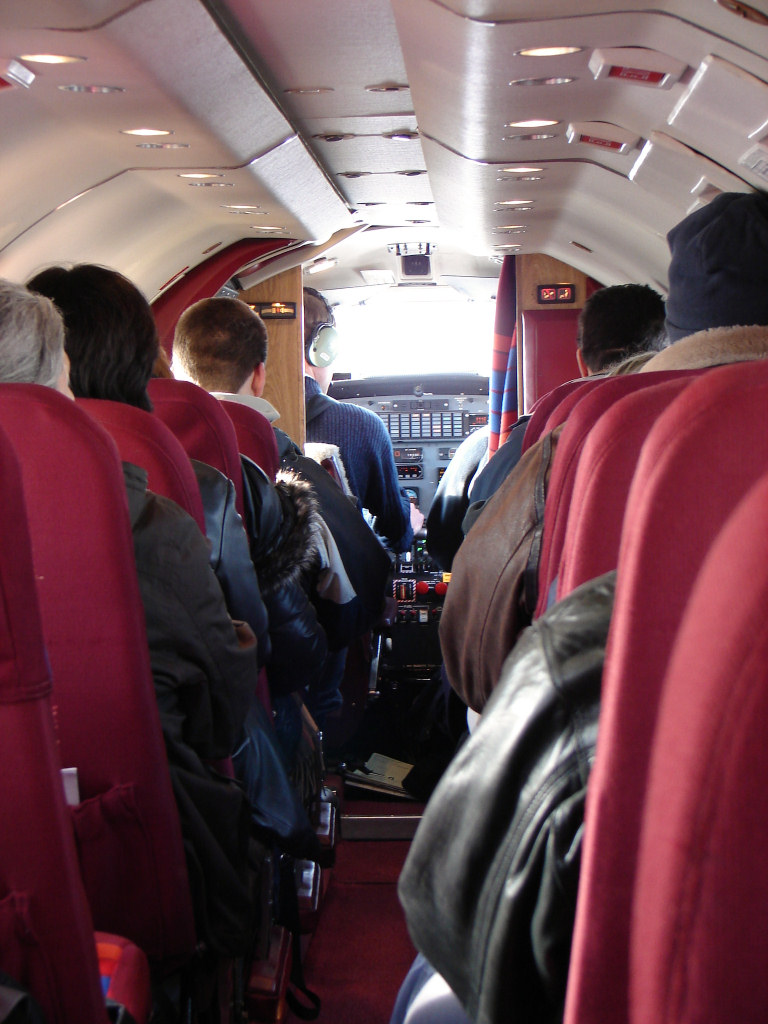
Interior de un Metroliner de Bearskin

Según el sitio web de Bearskin Airlines, los únicos aviones que operan son Fairchild Swearingen Metroliners. A febrero de 2023, Perimeter Aviation tiene 22 de las aeronaves disponibles: 

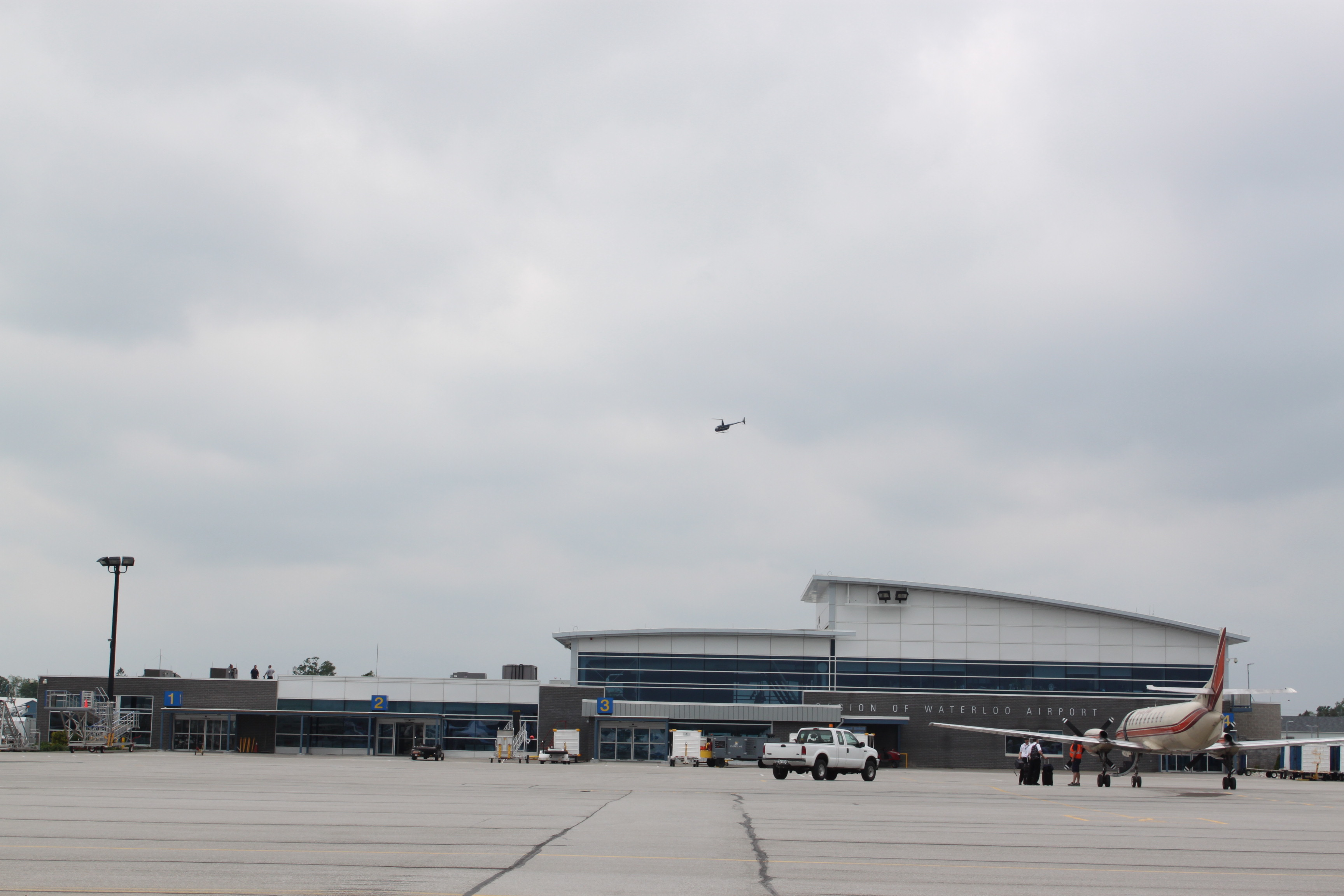
Un Bearskin Metroliner en el Aeropuerto Internacional de la Región de Waterloo

### Flota anterior
Bearskin Airlines ha volado los siguientes aviones en el pasado:
- Beechcraft Modelo 18
- Beechcraft Modelo 99
- Beechcraft King Air 100
- Cessna 180 Skywagon
- Cessna 185 Skywagon
- De Havilland DHC-2 Beaver
- De Havilland DHC-3 Otter
- Noorduyn Norseman
- Pilatus PC-12
- Piper PA-23 Aztec
- Piper PA-31 Navajo
- Saab 340

## Programa de fidelización
Bearskin Airlines se integró al programa Aeroplan en el otoño de 1988, tras firmar un acuerdo comercial con Air Ontario. La aerolínea fue parte de este programa de recompensas hasta el 30 de junio de 2018, momento en que Bearskin Airlines se fusionó con Perimeter Aviation el 31 de diciembre de 2017. Desde entonces, Bearskin Airlines ha sido parte del programa de viajero frecuente de Perimeter Aviation, Connecting Rewards.

## Accidentes e incidentes
- 1 de mayo de 1995: el vuelo 362, un Swearingen Metroliner, chocó con un Air Sandy Piper Navajo Chieftain mientras se aproximaba al aeropuerto Sioux Lookout, destruyendo ambas aeronaves y matando a todas las personas en ambas aeronaves, un total de ocho muertos.[14]
- 4 de diciembre de 1997: El vuelo 310, un Beechcraft 99, chocó contra la pista del aeropuerto de Webequie cuando descendió demasiado rápido. No se reportaron heridos, pero el avión fue inutilizado.[15]
- 10 de noviembre de 2013: Un avión Swearingen Metroliner se estrelló al aproximarse al aeropuerto de Red Lake en Ontario después de un vuelo desde el aeropuerto Sioux Lookout, matando a cinco de las siete personas a bordo.[16][17] El accidente ocurrió al sur del aeródromo, donde el avión chocó contra árboles y una línea eléctrica antes de ser destruido por el impacto y el fuego.[18] La Junta de Seguridad del Transporte de Canadá concluyó que hubo una falla total del motor izquierdo alrededor de 500 pies (150 m) por encima del suelo debido a un componente interno. Esto desaceleró el avión y provocó que se detuviera. Esto llevó a Honeywell, el fabricante de motores, a emitir un cambio en los procedimientos de inspección de las boquillas de combustible.[19]
- El 24 de febrero de 2020, un avión Fairchild SA227-DC Metro 23, operado por Perimeter Aviation como vuelo 344 de Bearskin Airlines, se estrelló aproximadamente a las 4:10 p.m. CT en el aeropuerto Dryden en Ontario. Las investigaciones de la Junta de Seguridad del Transporte de Canadá descubrieron que un error del piloto se debió a una lista de verificación previa al taxi incompleta. La aeronave se salió de la pista mientras rodaba y se estrelló contra un banco de nieve a gran velocidad, y fragmentos de la hélice izquierda penetraron en el interior del avión e hirieron a los pasajeros. Varios pasajeros resultaron heridos, pero no hubo víctimas mortales.[20]